# غريغ ديك
غريغ ديك (بالإنجليزية: Greg Dyke)‏ هو صحفي ومقدم تلفزيوني بريطاني، ولد في 20 مايو 1947 في Hayes, Hillingdon ‏ في المملكة المتحدة.

## وصلات خارجية
- غريغ ديك على موقع IMDb (الإنجليزية)
- غريغ ديك على موقع الموسوعة البريطانية (الإنجليزية)
- غريغ ديك على موقع مونزينجر (الألمانية)
- غريغ ديك على موقع قاعدة بيانات الفيلم (الإنجليزية)